# Jawhen Senjoesjkin
Jawhen Senjoesjkin (Wit-Russisch: Яўген Сенюшкин) (Mazyr, 18 maart 1977) is een Wit-Russisch voormalig professioneel wielrenner. In 1999 werd hij Wit-Russisch kampioen op de weg.

## Belangrijkste overwinningen
1999
- Wit-Russisch kampioen op de weg, Elite

2000
- Trofeo Matteotti

## Grote rondes
| Jaar | Ronde van Italië | Ronde van Frankrijk | Ronde van Spanje |
| ---- | ---------------- | ------------------- | ---------------- |
| 2000 | opgave           |                     |                  |
| 2001 |                  |                     | opgave           |
| 2002 | 126e             |                     |                  |
| 2003 |                  |                     |                  |